# Podgora
Podgora è un comune adriatico della Croazia sulle coste della Dalmazia, nella regione spalatino-dalmata. Il capoluogo comunale contava nel 2001 una popolazione di circa 1 500 abitanti, mentre l'intero comune ne contava 2.884.
L'economia del centro abitato, un tempo piccolo villaggio di pescatori, è basata sul turismo, con dieci hotel che hanno una capacità di posti letto almeno quattro volte superiore al numero di abitanti. L'abitato si trova a 65 km a sud di Spalato e 135 km a nord di Ragusa.
Durante la seconda guerra mondiale il 10 settembre 1942 a Podgora i partigiani jugoslavi fondarono la marina partigiana che dopo la guerra, con la costituzione della Repubblica Federativa Popolare di Jugoslavia, sarebbe diventata la Jugoslavenska Ratna Mornarica. Questo avvenimento è ricordato da un monumento chiamato "Ali di gabbiano" (in croato: Galebova krila) eretto nel 1962 su una collina nei pressi del porto. Inaugurato dal presidente Tito, oggi il monumento serve da simbolo del comune. Sempre nel 1962 un forte terremoto colpì l'abitato, causando importanti danni nonché morti e feriti.

## Monumenti e luoghi d'interesse
- La cappella del Sacro Cuore di Gesù, costruita nel 1804, in passato cappella privata della famiglia Mrkušić.
- La chiesetta dedicata a Santa Tecla di Iconio.
- Il monumento "Ali di gabbiano", eretto nel 1962.
- Il monumento funerario a Mihovil Pavlinovic, illustre cittadino al quale è anche dedicata una statua, collocata nella piazza che porta il suo nome sul lungomare del paese.

## Località
Il comune di Podgora è suddiviso in 5 frazioni (naselja):
- Drašnice
- Gornje Igrane
- Igrane
- Podgora
- Živogošće (Svogoschia o Svogoscia[3])